# ارنست آگییری
ارنست آگییری (انگلیسی: Ernest Agyiri؛ زادهٔ ۶ مارس ۱۹۹۸) بازیکن فوتبال اهل غنا است. وی در پست هافبک در لیگ برتر فوتبال استونی در باشگاه فوتبال لوادیا تالین بازی می‌کند که در حال حاضر از باشگاه فوتبال منچستر سیتی قرض گرفته است.
وی همچنین در تیم ملی فوتبال زیر ۱۷ سال غنا بازی کرده‌است.